# Robert Koldewey
Robert Koldewey   (Blankenburg, 10 de setembre de 1855 - Berlín, 4 de febrer de 1925) va ser un arqueòleg i arquitecte alemany, famós per les seves intervencions arqueològiques al començament del segle XX en els jaciments de l'antiga Babilònia, al territori de l'actual l'Iraq. Va participar en les excavacions alemanyes del període 1899-1917.

## Antecedents familiars
Els seus pares van ser el funcionari de duanes Hermann Koldeway i la seva esposa Doris. Un oncle seu, Carl Koldeway (1837-1908), va ser explorador i Admiralitätsdirektor (Director del Ministeri de Marina) a Hamburg.

## Llegat

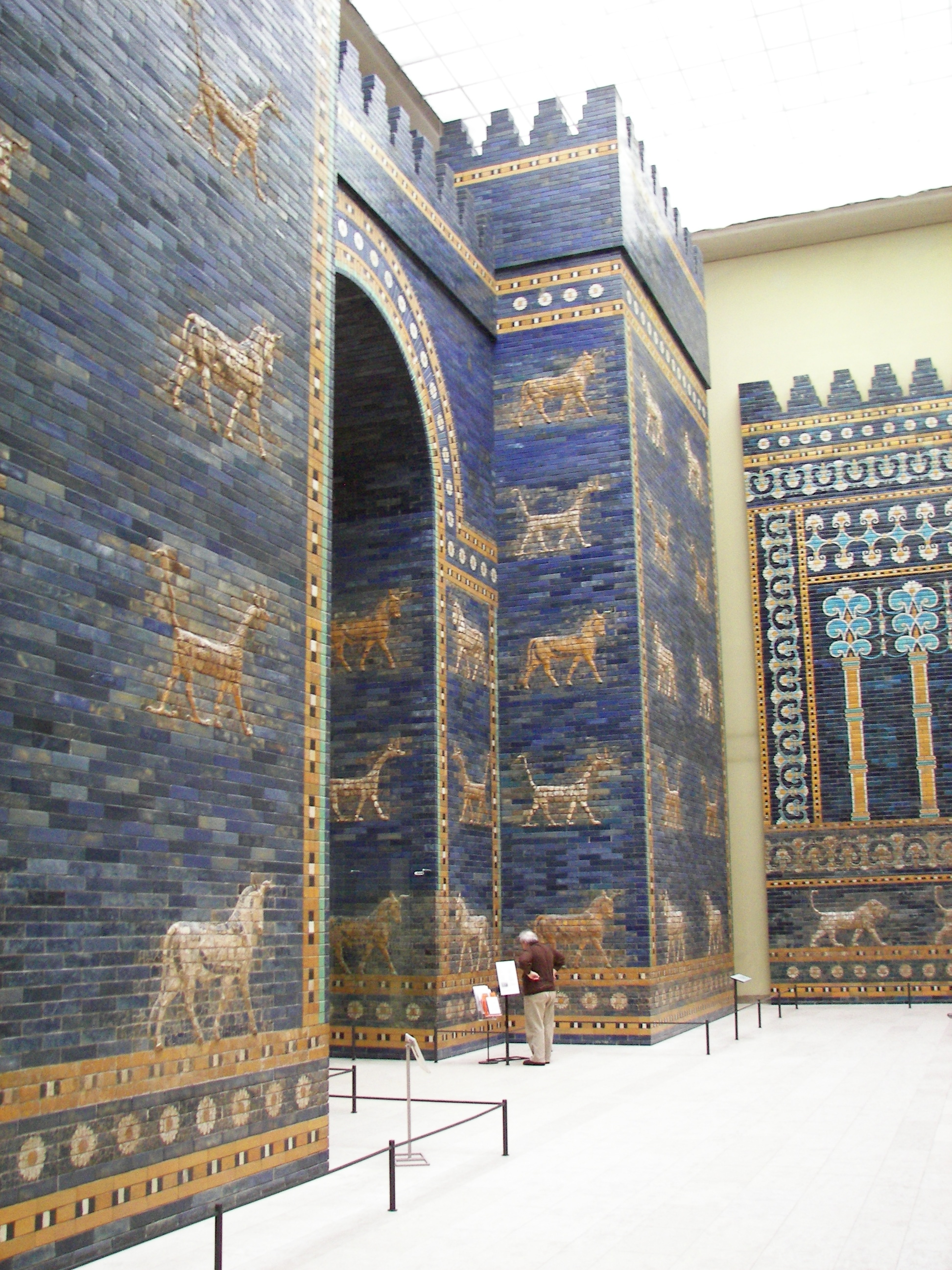
Porta d'Ixtar.

Alguns dels seus treballs arqueològics més importants inclouen el descobriment, el novembre de 1900, del temple babiloni dedicat a Marduk i la seu consort Serpanitu denominat Esagila, sota una gran massa de runa que el recobria, temple que no va ser examinat fins al 1910.
El 1902, Koldewey va excavar Borsippa breument, delimitant el perímetre de la seva àrea sagrada. El 1913 va dirigir les excavacions que van trobar i van identificar l'estructura del zigurat denominat Etemenanki, popularment associat a la Torre de Babel esmentada en el Gènesi. També va participar en el descobriment de la Porta d'Ixtar a les ruïnes de Babilònia el 1902. Els Jardins Penjants de Babilònia, una de les set Meravelles del Món, també van ser descoberts per Koldewey.

## Obra
- Neandreia (1891)
- Els temples de Babilònia i de Borsippa segons els resultats de les excavacions (1911)
- Babilònia ressuscitada, resultat de les excavacions alemanyes (1914)
- La porta de Ishtar en Babilònia (1918)